# S.N.P.J.
S.N.P.J è un borough degli Stati Uniti d'America, nella contea di Lawrence nello Stato della Pennsylvania. Secondo il censimento del 2010 la popolazione è di 19 abitanti.
S.N.P.J è la sigla di Slovenska Narodna Podporna Jednota (traducibile dallo sloveno come "società di assistenza nazionale slovena"), una organizzazione fraterna e finanziaria con sede a Imperial.
La società ebbe 500 acri (circa 2,0 km²) di terra per fondare un centro ricreativo nella Pennsylvania occidentale. Questo divenne un comune autonomo nel 1977. A SNPJ è possibile ottenere la licenza per la vendita di alcolici, cosa che a Nord Beaver Township, il comune in cui il centro era originariamente situato, è limitata alla sola domenica.

## Geografia fisica
Secondo lo United States Census Bureau, la città ha un'area totale di 1,8 km², con 0,08 km² della superficie coperta dall'acqua.
È più un complesso ricreativo che un borough, e dispone di 60 cabine in affitto, 115 spazi per case mobili, un lago artificiale ed è aperto al pubblico come un centro estivo con sala bingo. I membri della società hanno uno sconto sugli eventi.